# William Rose
William John Rose (7. srpna 1885 Manitoba – 10. března 1968 Vancouver) byl kanadský slavista a aktivista křesťanských organizací.
Během první světové války pobýval v Komorní Lhotce na Těšínsku, kde se naučil polsky. Po válce získal na Jagellonské univerzitě v Krakově doktorát. Působil mj. na School of Slavonic and East European Studies v Londýně.